# Región de Analamanga
Analamanga es una región en el centro de Madagascar, que contiene la capital Antananarivo y alrededores del área metropolitana. La región tenía una población estimada de 2.811.500 habitantes en 2004.

## Geografía
La región se extiende principalmente hacia el norte de la capital. Está bordeada por la región de Betsiboka al norte, Bongolava y Itasy al oeste, Alaotra Mangoro al este, y Vakinankaratra al sur.

## Administrativo subdivisión
La región se divide en 8 distritos (población en julio de 2014) y 134 municipios:
- Distrito de Ambohidratrimo 409,856
- Distrito de Andramasina 174,737
- Distrito de Anjozorobe 181,936
- Distrito de Ankazobe 155,652
- Distrito de Antananarivo Atsimondrano 601,050
- Distrito de Antananarivo Avaradrano 372,369
- Distrito de Antananarivo Renivohitra 1,334,302
- Distrito de Manjakandriana 209,688